# Bangun Saroha
Bangun Saroha is een bestuurslaag in het regentschap Mandailing Natal van de provincie Noord-Sumatra, Indonesië. Bangun Saroha telt 515 inwoners (volkstelling 2010).